# Aerosucre
Aerosucre SA (im Markenauftritt Aerosucre Colombia) ist eine kolumbianische Frachtfluggesellschaft mit Sitz in Bogotá und operativer Basis auf dem dortigen Flughafen El Dorado.

## Geschichte

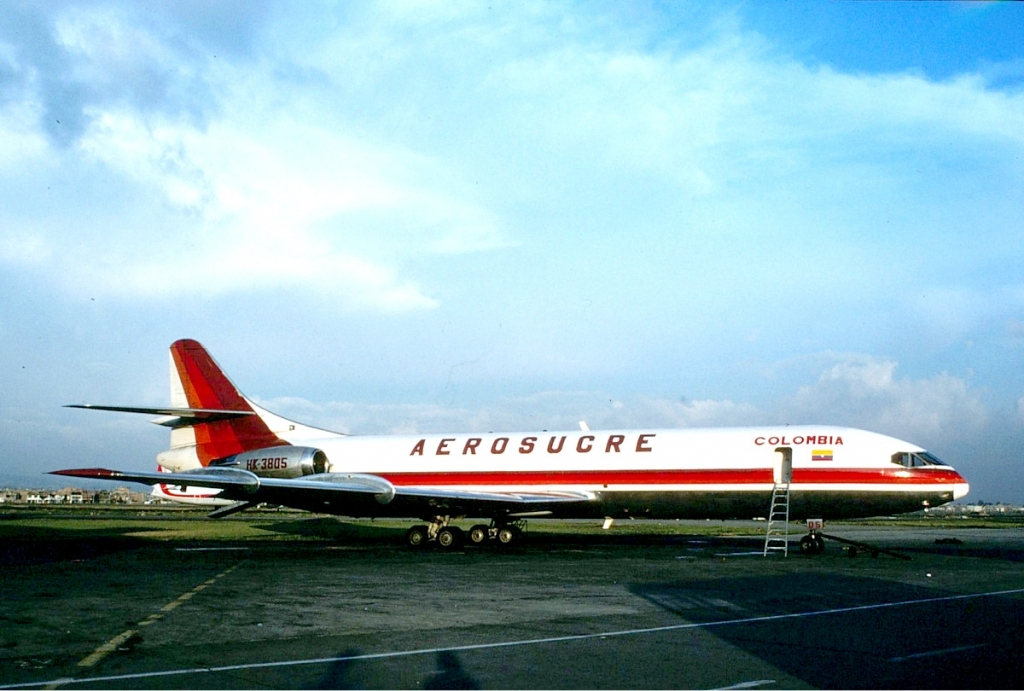
Caravelle-10-Frachter der Aerosucre, 1994

Aerosucre wurde Ende 1969 von Juan Carlos Salano Recio in Barranquilla gegründet und nahm den Flugbetrieb im Frühjahr 1970 mit einer Piper PA-28 als Lufttaxiunternehmen auf. Ab Frühjahr 1975 konzentrierte sich die Gesellschaft primär auf Frachttransporte, wobei sie auf den Flügen weiterhin maximal fünf Passagiere mitbefördern durfte. Parallel dazu wurden drei Curtiss C-46 sowie eine Douglas DC-3 erworben und der Firmenname im Außenauftritt in Aerosucre Colombia geändert. Anfänglich flog die Gesellschaft im Frachtverkehr die kolumbianische Insel San Andrés sowie international Aruba und Curaçao (Niederländische Antillen) von Barranquilla aus an.
Im Frühjahr 1980 bestand die Flotte aus fünf Curtiss C-46, einer Douglas DC-3, einer Douglas DC-4 (C-54B) und einer Douglas DC-6B. Ende 1981 erwarb Aerosucre zwei Handley Page Herald von British Air Ferries. Das erste Strahlflugzeug, eine von der spanischen Transeuropa stammende Sud Aviation Caravelle 11R, wurde am 13. August 1982 übernommen.
Im Jahr 2023 befanden sich weiterhin drei Flugzeuge vom Typ Boeing 727-200(F) im Inventar, dazu je ein Flugzeug der Typen Boeing 737-200(F), Boeing 737-200(C) sowie Boeing 737-300(F). Ein Flugzeug vom Typ Boeing 737-400(SF), zuletzt bei Titan Airways im Einsatz, stand im Mai 2023 für den Einsatz bei Aerosucre in den USA bereit.

## Flotte

### Aktuelle Flotte
Mit Stand April 2025 besteht die Flotte von Aerosucre aus sieben Frachtflugzeugen mit einem Durchschnittsalter von 37,7 Jahren:
| Flugzeugtyp       | Anzahl | bestellt | Anmerkungen | Durchschnittsalter |
| ----------------- | ------ | -------- | ----------- | ------------------ |
| Boeing 737-200(F) | 1      |          |             | 42,5 Jahre         |
| Boeing 737-200C   | 1      |          |             | 42,5 Jahre         |
| Boeing 737-300(F) | 2      |          |             | 37,9 Jahre         |
| Boeing 737-400(F) | 2      |          |             | 32,7 Jahre         |
| gesamt            | 6      | -        |             | 37,7 Jahre         |

### Ehemalige Flugzeugtypen

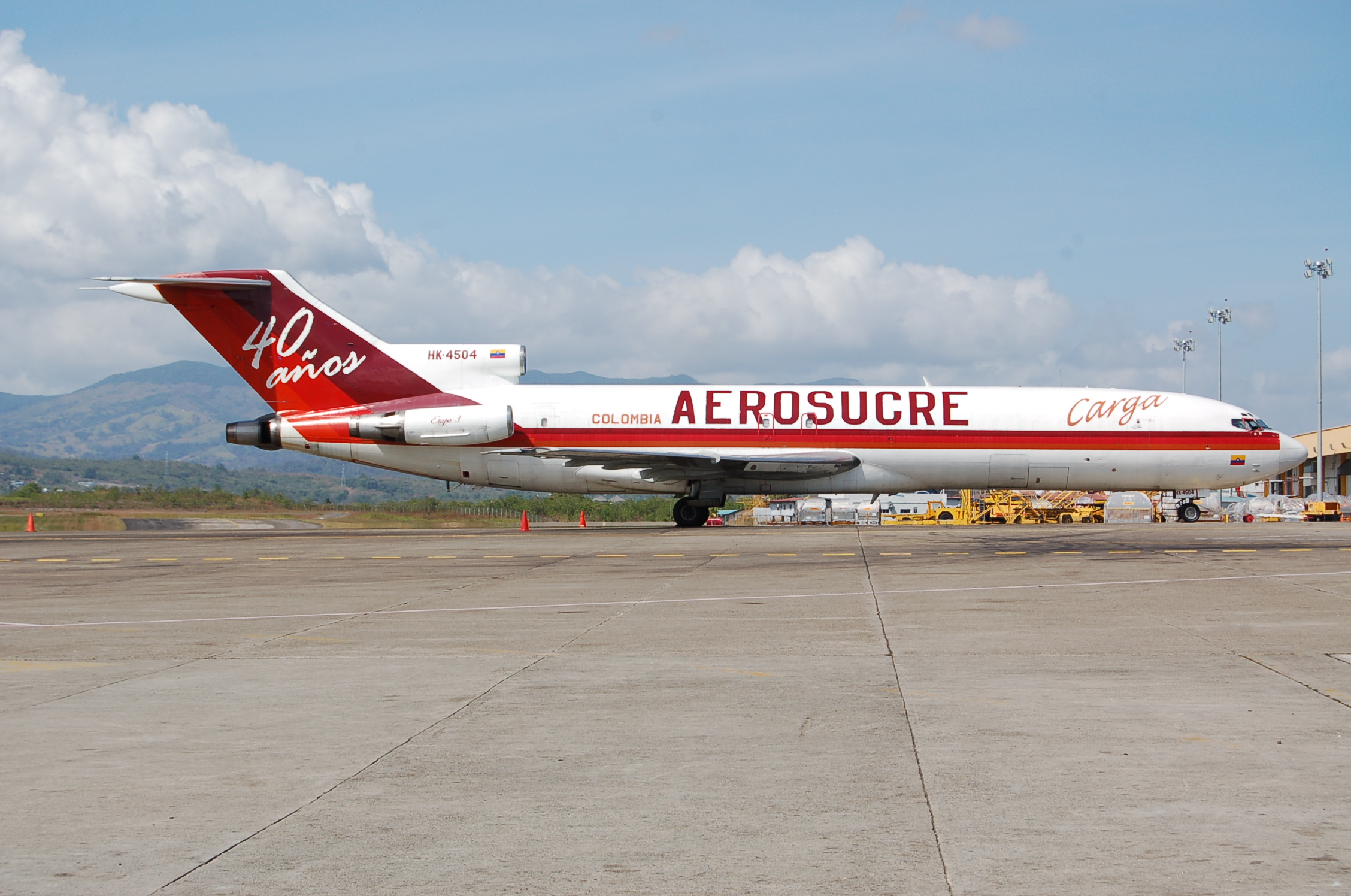
Boeing 727-200 der Aerosucre, 2011

Zuvor wurden von Aerosucre auch folgende Flugzeugtypen eingesetzt:
- Beechcraft 1900
- Boeing 727-100
- Boeing 727-200(F)
- Curtiss C-46 Commando
- Douglas DC-3
- Douglas DC-4
- Douglas DC-6
- Handley Page Herald
- Sud Aviation Caravelle

## Zwischenfälle
Die Gesellschaft verzeichnete in ihrer Geschichte elf Totalverluste von Flugzeugen, davon sechs mit Todesfolge. Auszüge:
- Am 16. September 1976 verschwand eine Curtiss C-46D-15-CU Commando der kolumbianischen Aerosucre (Luftfahrzeugkennzeichen HK-1282) auf dem Flug von Barranquilla zum Flughafen Aruba (Königreich der Niederlande) vor der Küste Arubas. Beide Piloten, die einzigen Insassen auf dem Frachtflug, blieben vermisst.[11]

- Am 13. März 1984 verunglückte eine Curtiss C-46A-60-CK Commando (HK-1322P) mit 6 Personen an Bord unterwegs von Barranquilla nach Bogotá. Das Flugzeug musste wegen Problemen mit der Steuerung zum Flughafen Barranquilla zurückkehren. Bei der Landung setzte das Flugzeug auf der Landebahn auf, hob nach rund 100 Metern wieder ab und stürzte in Folge eines Strömungsabrisses aus ca. 20 Metern Höhe auf die Bahn. Ein Besatzungsmitglied und ein Passagier überlebten den Unfall, 3 weitere Besatzungsmitglieder und 1 Passagier kamen ums Leben.[12]

- Am 26. April 1989 hatte Aerosucre ihren bisher folgenreichsten Absturz, als eine Sud Aviation Caravelle 11R der Aerosucre (HK-3325X) kurz nach dem Start in Barranquilla in bewohntes Gebiet stürzte. Es kamen alle 5 Insassen (3 Besatzung, 2 Passagiere) sowie 2 Personen am Boden ums Leben. Ursache war das Verrutschen schlecht gesicherter Ladung beim Start, die den Schwerpunkt des Flugzeuges so weit verlagerte, dass ein Strömungsabriss die Folge war (siehe auch Flugunfall der Aerosucre bei Barranquilla 1989).

- Am 5. November 1989 kollidierte eine Handley Page Herald 401 der Aerosucre (HK-2702) bei Starkregen nahe Roncesvalles, Tolima (Kolumbien) mit einem Berg. Die Maschine war als Frachtflug auf dem Weg vom Flughafen Bogotá zum Flughafen Cali. Alle 6 Insassen, je 3 Besatzungsmitglieder und Passagiere, wurden getötet.[13]

- Am 20. Juni 1991 wurde eine Douglas DC-6BF der Aerosucre (HK-3511X) beim zweiten Anflug auf den Flughafen Barranquilla (Kolumbien) im Nebel 1,5 Kilometer vor der Landebahn in Bäume geflogen und stürzte ab. Die aus Bogota kommende reine Frachtmaschine hatte auch 17 Passagiere an Bord, was natürlich verboten war. Bei diesem CFIT (Controlled flight into terrain) wurden von diesen 2 getötet; die anderen sowie die dreiköpfige Besatzung überlebten.[14]

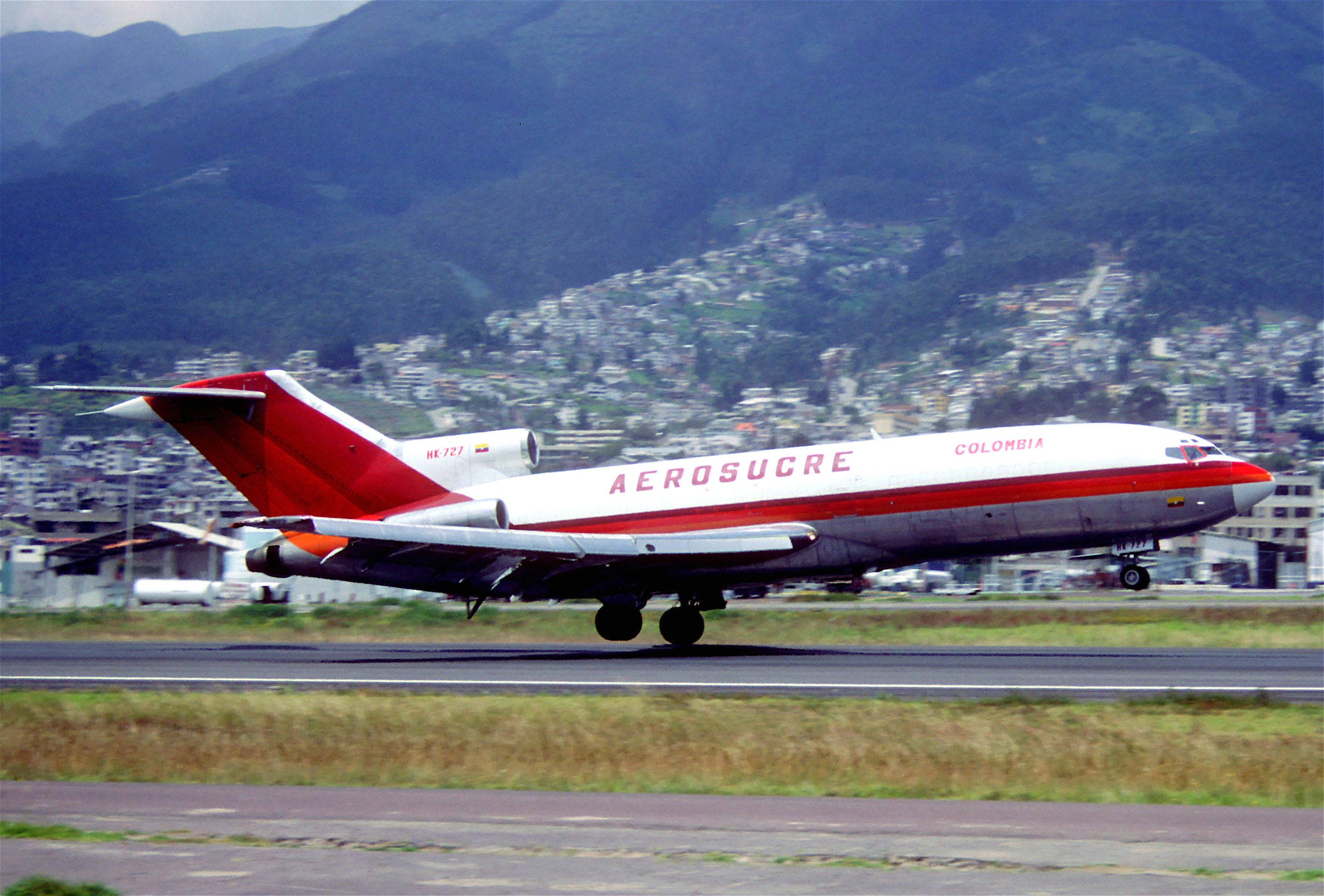
Boeing 727-100(F) der Aerosucre, baugleich mit der im November 2006 verunglückten

- Am 18. November 2006 kollidierte eine Boeing 727-23(F) der Aerosucre (HK-3667X) im Sichtanflug etwa 3,7 Kilometer vor der Landebahn 21 des Flughafens Leticia mit einer nur 46 Meter hohen Sende-Antenne (CFIT, Controlled flight into terrain). Das auf einem Frachtflug eingesetzte Flugzeug schlug in der Nähe des Ortes San Sebastián de los Lagos auf, wobei alle 3 Insassen (davon 3 Besatzungsmitglieder) ums Leben kamen. Zur Zeit des Unfalls war in diesem Gebiet gute Sicht, jedoch auch einige Nebelbänke gemeldet worden.[15]

- Am 20. Dezember 2016 überschoss eine Boeing 727-200(F) der Aerosucre (HK-4544) beim Start in Puerto Carreño das Ende der 1800 Meter langen Bahn. Das Flugzeug durchbrach einen Zaun und kollidierte während des Abhebens mit einem Baum sowie mit einem Schuppen, wobei unter anderem die rechte Tragfläche und das rechte Triebwerk beschädigt wurden. In einer Höhe von etwa 240 Meter (790 Fuß) drehte die überladene Maschine in eine Rechtskurve ein und ging in einen Sinkflug über. Sie schlug rund drei Kilometer entfernt vom Flughafen in flachem Gelände auf. Von den sechs Insassen kamen fünf ums Leben (siehe auch Aerosucre-Flug 157).[16][17]

Daneben fällt die Sicherheitskultur von Aerosucre auf, so wurden 2005 bei Inspektionen zwei Flugzeuge mit mehr als 4 Tonnen Übergewicht festgestellt. Trotz fehlender Zulassung von Personentransporten wurde von Passagieren berichtet, die teilweise ohne Sitze transportiert wurden.